# Dzūkijos-Schule Alytus

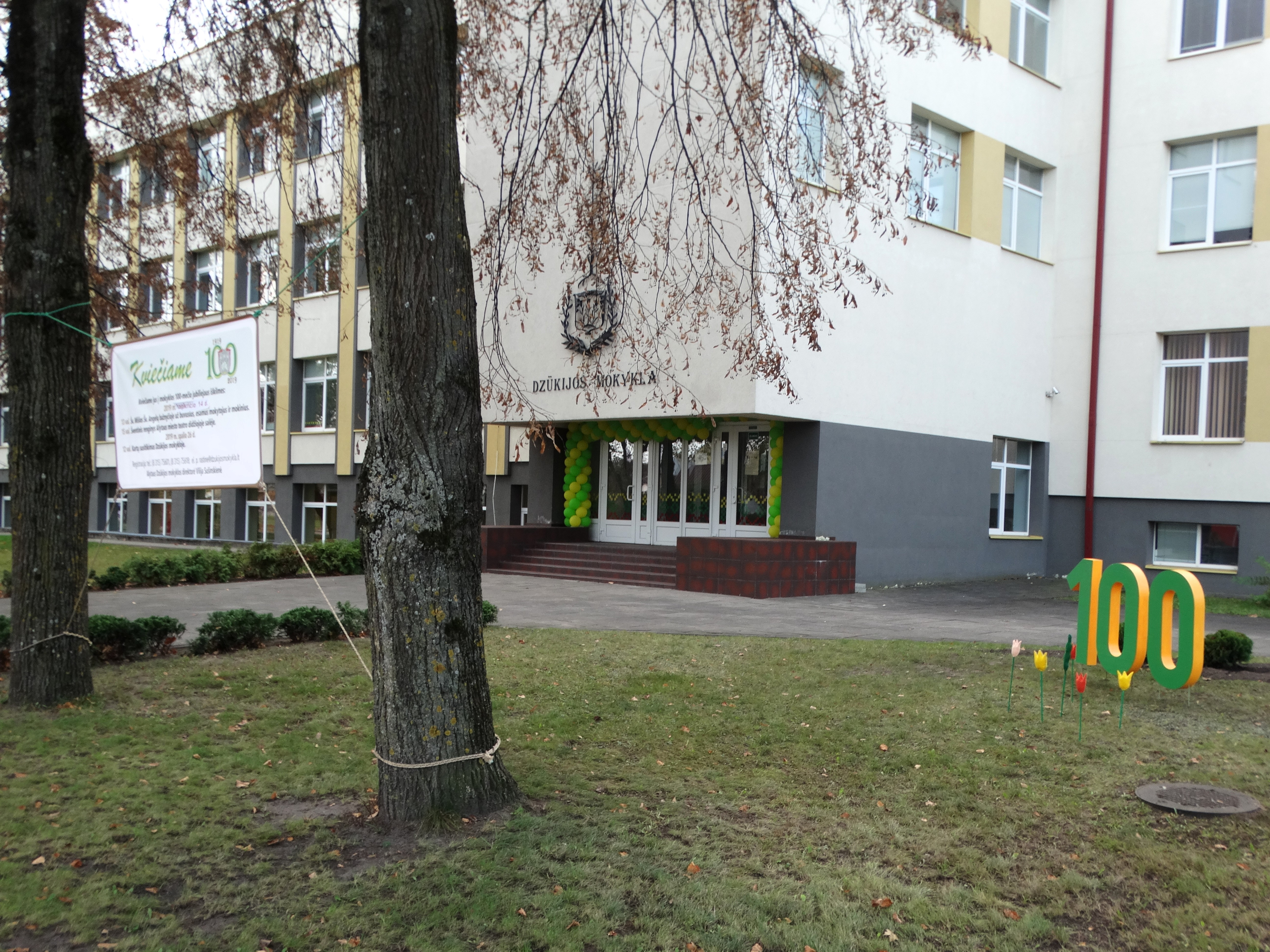
Eingang

Das Dzūkijos-Schule Alytus (lit. Alytaus Dzūkijos mokykla) ist ein allgemeinbildende Schule (Hauptschule, 10 Klassen) mit der Vorschulbildung in der litauischen Bezirkshauptstadt Alytus im Bezirk Alytus, in der südlitauischen Region Dzūkija. Neben den allgemeinen Fächern wird auch Tanz unterrichtet. Zu den Fremdsprachenfächern gehören Englisch, Russisch und Französisch.

## Vorgeschichte
1919 gab es vierklassige Schule in Alytus. 1923 wurde sie zum Progymnasium Alytus und 1925 zum Staatlichen Gymnasium Alytus. Ab 1940 hieß es Zehnjährige Sekundarschule Alytus und ab 1941 Staatliches Gymnasium Alytus. 1944 lernten 1.100 Schüler.

## Geschichte
1944 wurde das Gymnasium Alytus in 1. Jungengymnasium Alytus und 2. Mädchengymnasium Alytus geteilt.
Das 1. Jungengymnasium Alytus wurde 1949 zur 1. Sekundarschule Alytus (11 Klassen mit Abitur) im damaligen Sowjetlitauen (das Mädchengymnasium wurde zur 2. Sekundarschule Alytus). Im Jahr 1963 wurde die Schule in ein neues Gebäude in der Tvirtovės-Straße verlegt. Im Jahr 1965 wurde verstärkter Französischunterricht eingeführt. 1967 baute man neben der Schule ein Schülerwohnheim mit 120 Plätzen, um die Schüler aus der Umgebung von Alytus unterzubringen. 1983 wurde ein Anbau mit 13 Klassenzimmern und einer Kantine errichtet.
1990 wurde die erste Partnerschaft mit Frankreich geschlossen. Seit 1992 gibt es die Sprachreisen nach Frankreich (die Schüler wohnen bei französischen Familien, nehmen am Unterricht und an Projekten in den französischen Schulen teil). Nach der Wiedererlangung der litauischen Unabhängigkeit bekam die Sekundarschule den Namen der Region Dzūkija und ab 1995 hieß die Schule als Dzūkijos-Sekundarschule Alytus. Ab 1994 wurden sogar sieben Fremdsprachen (neben Französisch, Englisch, Deutsch, Russisch auch Latein, Italienisch und Spanisch) unterrichtet.
2010 wurde die Schule zur Dzūkijos-Hauptschule Alytus. Seit 2019 ist sie Dzūkijos-Schule Alytus. 2009 wurde die Anzelmas-Matutis-Grundschule Alytus angeschlossen. Von 2015 bis 2016 wurde ein Outdoor-Klassenzimmer und 2017 ein Spielplatz mit Musikinstrumenten im Freien installiert. Am 15. Februar 2017 erreichte man den litauischen Rekord für die größte Inschrift LIETUVA, „Litauen“ (sie bestand aus Schülerzeichnungen).
Im Oktober 2024 wurden 148 Mitarbeiter an der Schule beschäftigt.

## Absolventen
- 1976: Vytautas Grigaravičius (* 1957), Polizist und Politiker, Bürgermeister von Alytus und Polizeigeneralkommissar Litauens
- 1986: Linas Slušnys (* 1968), Kinderpsychiater und Politiker, Seimas-Mitglied